# 2. okręg wyborczy w Dakocie Południowej
Drugi okręg wyborczy w Dakocie Południowej - były jednomandatowy okręg wyborczy do Izby Reprezentantów Stanów Zjednoczonych w Dakocie Południowej. Okręg został utworzony wraz z przystąpieniem stanu Dakota Południowa do Unii Stanów Zjednoczonych w 1889 roku i zlikwidowany po spisie ludności w 1980 roku, gdy Dakota Południowa utraciła swojego drugiego przedstawiciela w Izbie Reprezentantów i cały stan stał się okręgiem jednomandatowym. 

## Chronologiczna lista przedstawicieli
|    | Przedstawiciel         | Data objęcia urzędu | Data opuszczenia urzędu | Partia polityczna    |
| -- | ---------------------- | ------------------- | ----------------------- | -------------------- |
| 1  | Oscar Sherman Gifford  | 2 listopada 1889    | 3 marca 1891            | Partia Republikańska |
| 2  | John Rankin Gamble     | 4 marca 1891        | 14 sierpnia 1891        | Partia Republikańska |
| 3  | John Lawlor Jolley     | 7 grudnia 1891      | 3 marca 1893            | Partia Republikańska |
| 4  | William Vincent Lucas  | 4 marca 1893        | 3 marca 1895            | Partia Republikańska |
| 5  | Robert Jackson Gamble  | 4 marca 1895        | 3 marca 1897            | Partia Republikańska |
| 6  | Freeman Tulley Knowles | 4 marca 1897        | 3 marca 1899            |                      |
| 7  | Robert Jackson Gamble  | 4 marca 1899        | 3 marca 1901            | Partia Republikańska |
| 8  | Eben Wever Martin      | 4 marca 1901        | 3 marca 1907            | Partia Republikańska |
| 9  | William Henry Parker   | 4 marca 1907        | 26 czerwca 1908         | Partia Republikańska |
| 10 | Eben Wever Martin      | 3 listopada 1908    | 3 marca 1913            | Partia Republikańska |
| 11 | Charles Henry Burke    | 4 marca 1913        | 3 marca 1915            | Partia Republikańska |
| 12 | Royal Cleaves Johnson  | 4 marca 1915        | 3 marca 1933            | Partia Republikańska |
| 13 | Theodore B. Werner     | 4 marca 1933        | 3 stycznia 1937         | Partia Demokratyczna |
| 14 | Francis Higbee Case    | 3 stycznia 1937     | 3 stycznia 1951         | Partia Republikańska |
| 15 | Ellis Yarnal Berry     | 3 stycznia 1951     | 3 stycznia 1971         | Partia Republikańska |
| 16 | James George Abourezk  | 3 stycznia 1971     | 3 stycznia 1973         | Partia Demokratyczna |
| 17 | James Abdnor           | 3 stycznia 1973     | 3 stycznia 1981         | Partia Republikańska |
| 18 | Clint Ronald Roberts   | 3 stycznia 1981     | 3 stycznia 1983         | Partia Republikańska |